# Cornelis Berkhouwer
Cornelis Berkhouwer (19 mars 1919 - 5 octobre 1992) est un homme politique néerlandais, membre du Parti populaire libéral et démocrate, né et décédé à Alkmaar, aux Pays-Bas, et Président du Parlement européen de 1973 à 1975.

## Carrière politique
Berkhouwer a été élu sous les couleurs député européen de 1956 à 1985 sous l’étiquette du Parti populaire libéral et démocrate néerlandais. Au sein du Parlement de Strasbourg, il a rejoint le Groupe libéral et démocratique dont il a assuré la vice-présidence à deux reprises, de 1964 à 1966 et de 1979 à 1984. Entretemps, il a présidé ce groupe pendant trois ans,.
Il a également été vice-président de la délégation du Parlement pour les relations avec l'Amérique latine.